# Bartolomeo Panciantichi
Bartolomeo Panciatichi, né en France en 1507 et mort à Pistoia en 1582, est un banquier italien, longtemps établi à Lyon.

## Biographie
Bartolomeo Panciatichi naît en 1507 en France, d'une relation extra-conjugale de son père. Fils unique de ce dernier, il n'est cependant légitimé par celui-ci qu'à vingt-quatre ans, le 29 mars 1531. Il descend d'une longue lignée de banquiers florentins. Son père obtient, à une date indéterminée, que Bartolomeo soit accepté comme page à la cour de François Ier ; sa formation, pour partie accomplie à Lyon et à Padoue, le pousse vers la poésie ; il se lie notamment d'amitié avec Jean de Vauzelles.

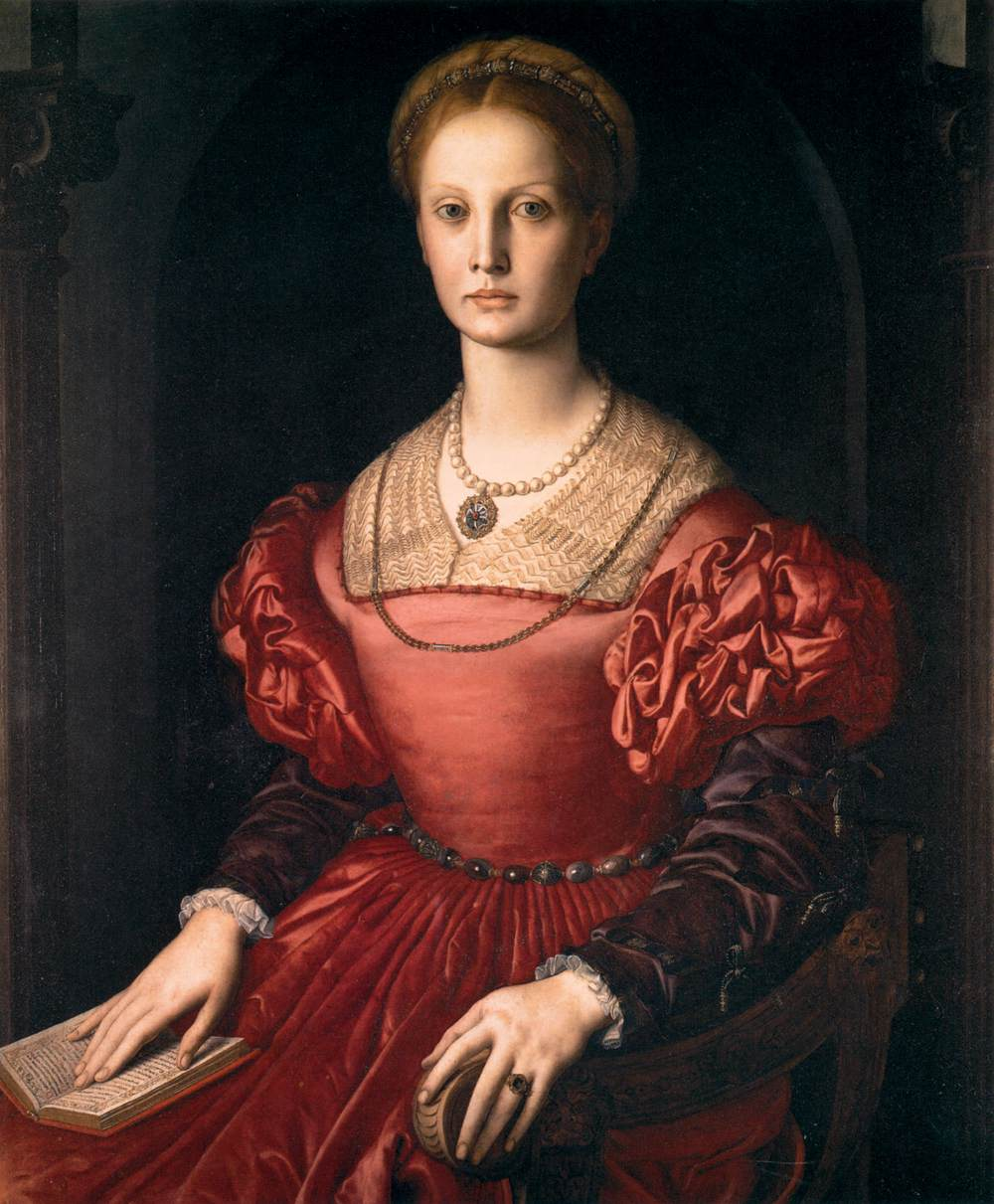
Lucrezia di Gismondo Pucci, que Bartolomeo épouse en 1534 ; huile sur toile de Bronzino.

Bartolomeo épouse en 1534 Lucrezia di Gismondo Pucci (célèbre par le portrait que Bronzino a peint d'elle) ; il demeure jusqu'en 1538 à Lyon, où son père dirige une filiale de sa banque. À la fin de 1538 ou au début de 1539, le couple s'installe à Florence, où ils sont accueillis dans les cercles littéraires toscans.
En 1549, Panciatichi est envoyé comme ambassadeur de Florence auprès d'Henri II.